# Contea di Yiwu
La contea di Yiwu (伊吾县S, Yīwú XiànP) è una contea della Cina, situata nella regione autonoma di Xinjiang e amministrata dalla prefettura di Hami.